# 馬老河
馬老河（River Maro），又稱馬老奇河，位於印尼巴布亞省東南部的马老奇县，在新幾內亞島的中南部。該河發源於巴布亞新幾內亞的邊境，加布加布湖（Gab－Gabmeer）的西部。馬老河向西南流，流入阿拉弗拉海。主要支流是奧巴特河（Obat），又稱奧巴河（Oba）。在馬老奇鎮口，附近有一些溫泉。
馬老河受大潮的強烈影響，下游受海水影響。河的周圍的是一個複雜的沼澤和湖泊系統，有許多鳥類和爬行動物。河的南側是瓦苏尔国家公园。
馬老河和馬老奇河這兩個名字源自馬林德－阿寧人，荷蘭人在1902年建立馬老奇鎮，稱市鎮為馬老奇（Maro-ke），意思是「馬老河上的（市鎮）」。可是馬老奇實際並非鎮名而是河名，市鎮原稱Ermasoe。